# Lepidonectes corallicola
Lepidonectes corallicola is een  straalvinnige vissensoort uit de familie van drievinslijmvissen (Tripterygiidae). De wetenschappelijke naam van de soort is voor het eerst geldig gepubliceerd in 1912 door Kendall & Radcliffe.
De soort staat op de Rode Lijst van de IUCN als Kwetsbaar, beoordelingsjaar 2007. De omvang van de populatie is volgens de IUCN stabiel.